# Sar Kalāteh-ye Kafshgīrī
Sar Kalāteh-ye Kafshgīrī (persiska: سَر كَلاتِۀ كَفشگيری) är en ort i Iran.   Den ligger i provinsen Golestan, i den norra delen av landet, 280 km öster om huvudstaden Teheran. Sar Kalāteh-ye Kafshgīrī ligger 63 meter över havet och antalet invånare är 967.
Terrängen runt Sar Kalāteh-ye Kafshgīrī är varierad.Runt Sar Kalāteh-ye Kafshgīrī är det ganska tätbefolkat, med 207 invånare per kvadratkilometer. Närmaste större samhälle är Gorgan, 15,0 km öster om Sar Kalāteh-ye Kafshgīrī. Trakten runt Sar Kalāteh-ye Kafshgīrī består till största delen av jordbruksmark.